# 納傑法巴德 (科吉盧耶-博韋艾哈邁德省)
納傑法巴德是伊朗的城市，位於該國西南部札格羅斯山脈中部，由科吉盧耶－博韋艾哈邁德省負責管轄，距離首府亞蘇季僅數公里，海拔高度1,817米，2006年人口5,913。